# Мгарский монастырь
Мгарский (Лубенский) Спасо-Преображенский монастырь — мужской монастырь Полтавской епархии Украинской православной церкви (Московского Патриархата).

## История
Согласно легендам, монастырь на этом месте существовал ещё до татарского нашествия XIII века.
Основан 18 января 1619 года игуменом Густынским и Подгорским Исаией Копинским на средства княгини Раины Вишневецкой в Мгарском лесу в 6 км от города Лубны.
Святыней монастыря до 1922 года были нетленные мощи патриарха Константинопольского Афанасия III Пателлария (Сидящего), погребённого в 1654 году (впоследствии были перенесены в Харьков).
В 1692 году на месте деревянной церкви на средства гетманов Ивана Самойловича и Ивана Мазепы и по проекту виленского архитектора Иоганна-Баптиста Зауэра в содружестве с местными мастерами Мартином Томашевским и Атанасом Пирятинским был построен каменный Спасо-Преображенский собор.
В 1724 году игумен Илларион Рогалевский, жалуясь Священному синоду на киевского архиепископа Варлаама (Вонатовича) за отстранение его от управления монастырем вследствие ложного доноса братии монастыря о расхищении им монастырского имущества, утверждал, что следствие по этому доносу незаконно проводил Симон Кохановский
С 1737 года игуменом, а с 1744 года первым архимандритом монастыря был будущий святитель Белгородский Иоасаф (Горленко), которому наследовал будущий архиепископ Казанский и Черниговский Иларион (Рогалевский).
В 1785 году на месте, где любил уединяться святитель Афанасий, была построена колокольня. В том же году основан и скит с церковью Благовещения Пресвятой Богородицы.
В 1663 году под монашеским именем Гедеон здесь пребывал Юрий, сын Богдана Хмельницкого.
В XVII—XVIII столетиях велась летопись Мгарского монастыря, рукописи которой хранятся в научных библиотеках Украины.
В 1919 году были расстреляны большевиками игумен Амвросий и шестнадцать монахов этого монастыря. В 2008 году они были канонизированы Украинской православной церковью.
С 1925 года в монастыре располагалась резиденция лидера лубенского раскола («Братское объединение приходов Украинской православной автокефальной церкви», известны также как «феофиловцы») Феофила (Булдовского).
В начале 1930-х годов на территории Мгарского монастыря был создан патронат для детей «врагов народа». С 1937 года здесь находился дисциплинарный батальон, а с 1946-го — войсковые склады. В 1985 году монастырь передали под пионерский лагерь.
Возрождение монастыря началось в 1993 году.

## Архитектура
В 1692 году на месте ранее построенной деревянной церкви, на средства гетьманов И. Самойловича и И. Мазепы по образцу Троицкого собора в Чернигове был выстроен каменный Спасо-Преображенский храм в стиле украинского барокко (архитектор Иоганн-Баптист Зауэр и местные мастера М.Томашевский и О.Пирятинский). Освящал новопостроенный 7-главый собор митрополит Киевский Варлаам (Ясинский). В 1728 г. центральный купол собора обвалился. После восстановления в 1754 г. собор стал пятиглавым. Отдельно стоящая колокольня в стиле классицизма была начата в 1785, но достроена только в 1844 году.

## Современность
В начале XXI века монастырь имеет пахотные земли, своё животноводческое и птицеводческое хозяйство, пасеку, пекарню, занимается издательской деятельностью. В 2002—2013 годах монастырь издавал ежемесячный журнал «Мгарский колокол».
На территории монастыря похоронены патриарх Константинопольский Серафим (Анина), митрополит Киевский Иосиф (Нелюбович-Тукальский), архиепископ Тобольский Амвросий (Келембет), епископ Полтавский (впоследствии архиепископ Псковский, Лифляндский и Курляндский) Мефодий (Пишнячевский).

## Галерея

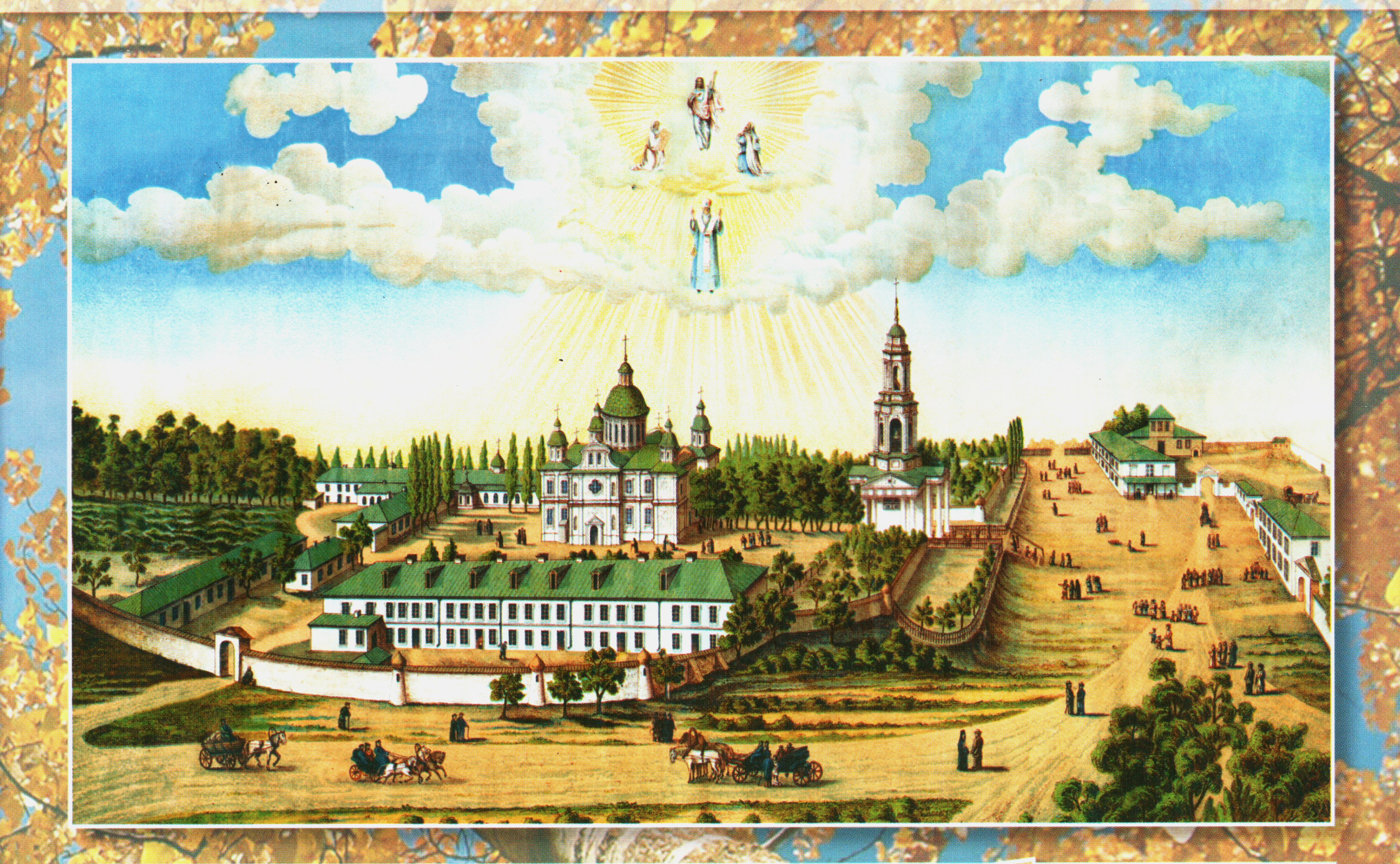
Монастырь в XIX веке. Цветная литография
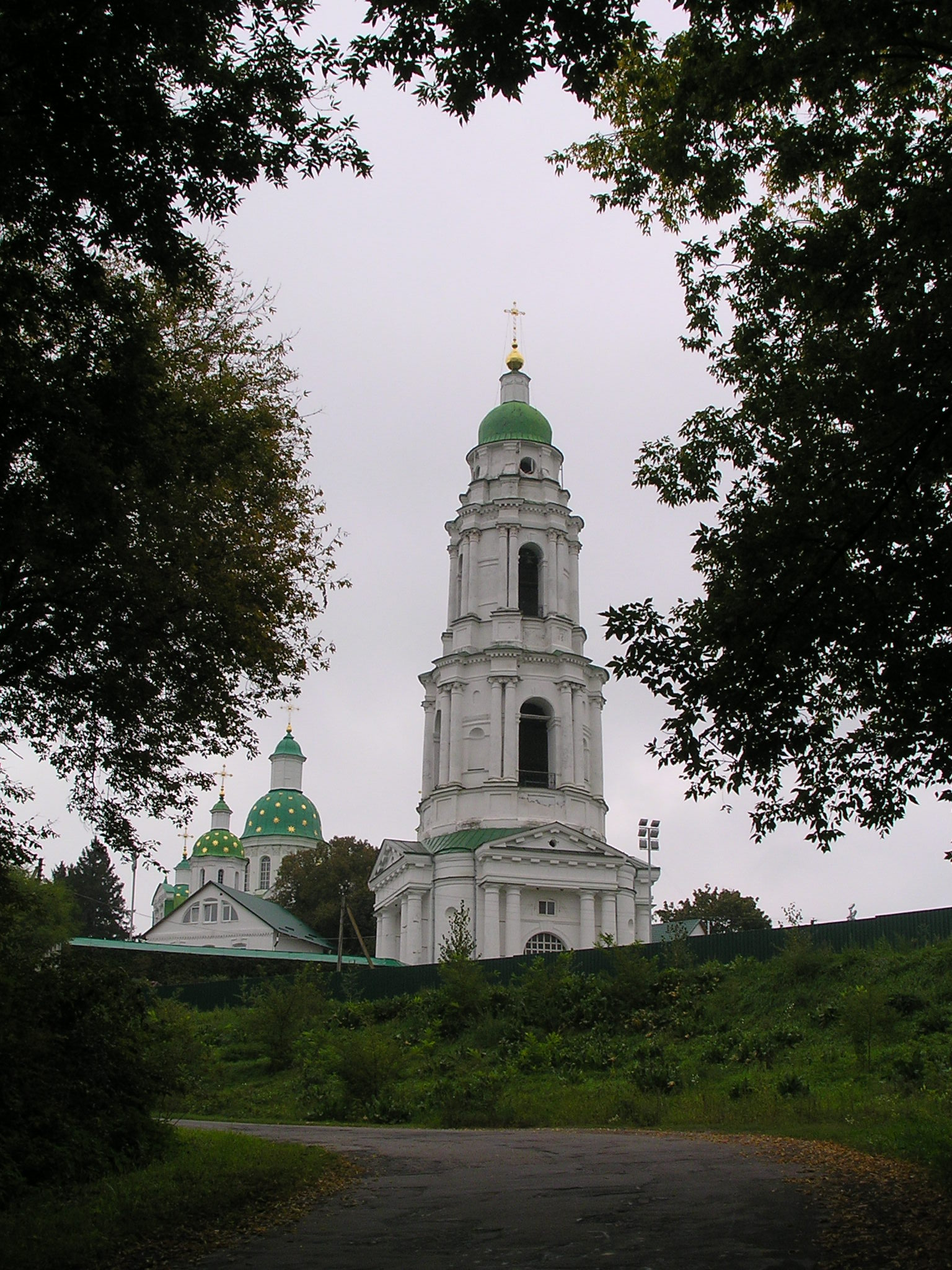
Колокольня
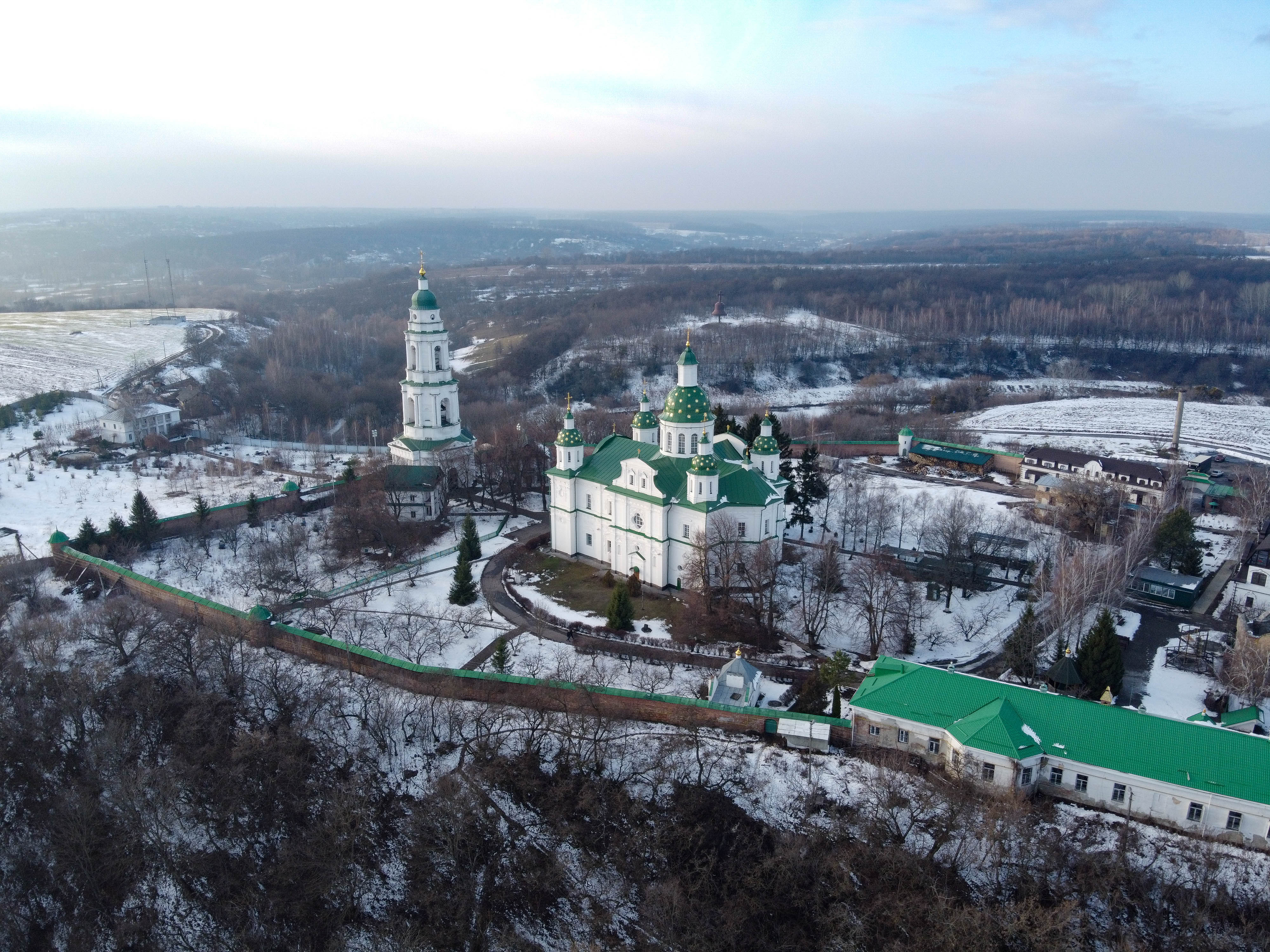
Современный вид монастыря с высоты птичьего полёта
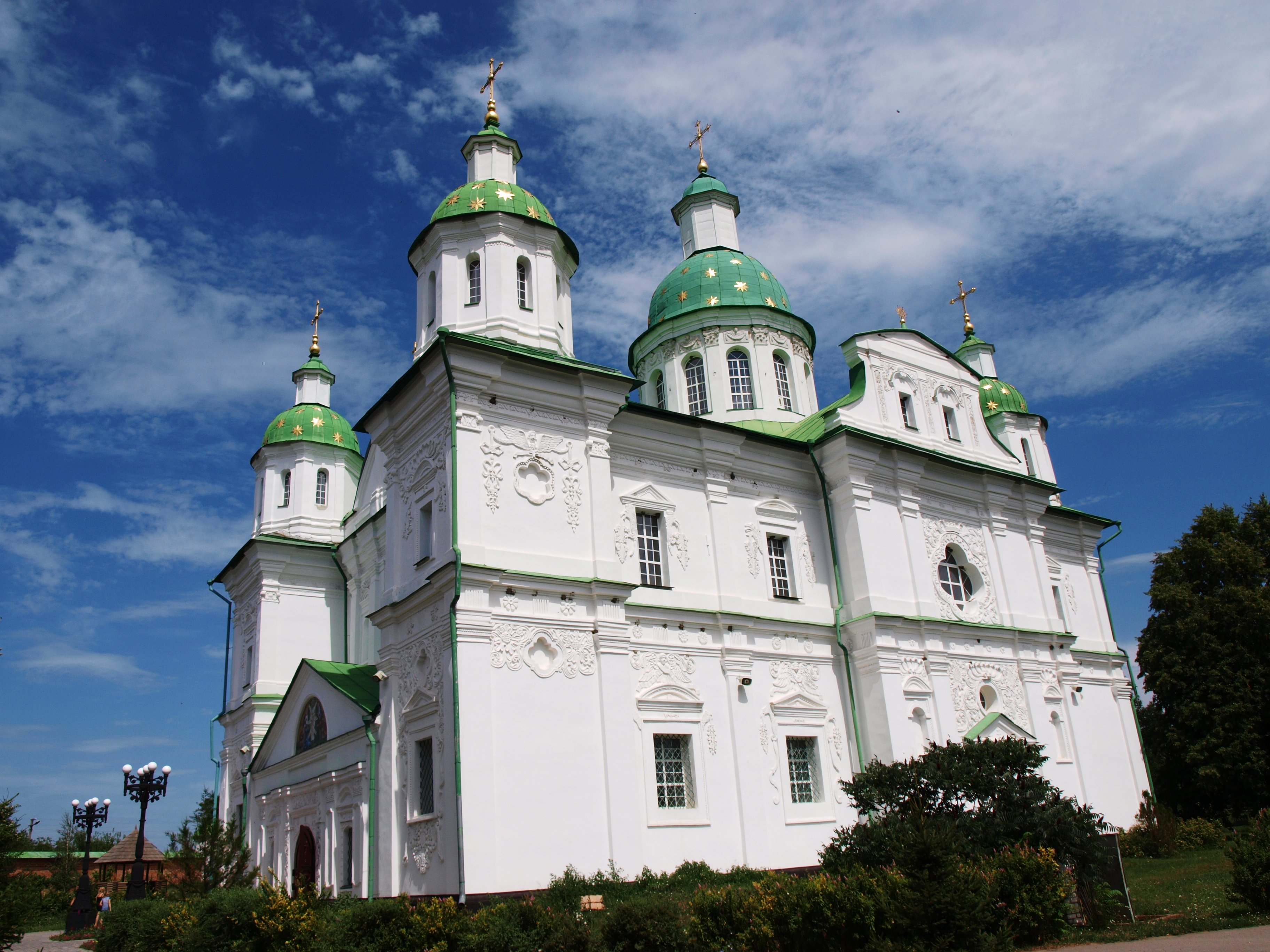
Преображенский собор
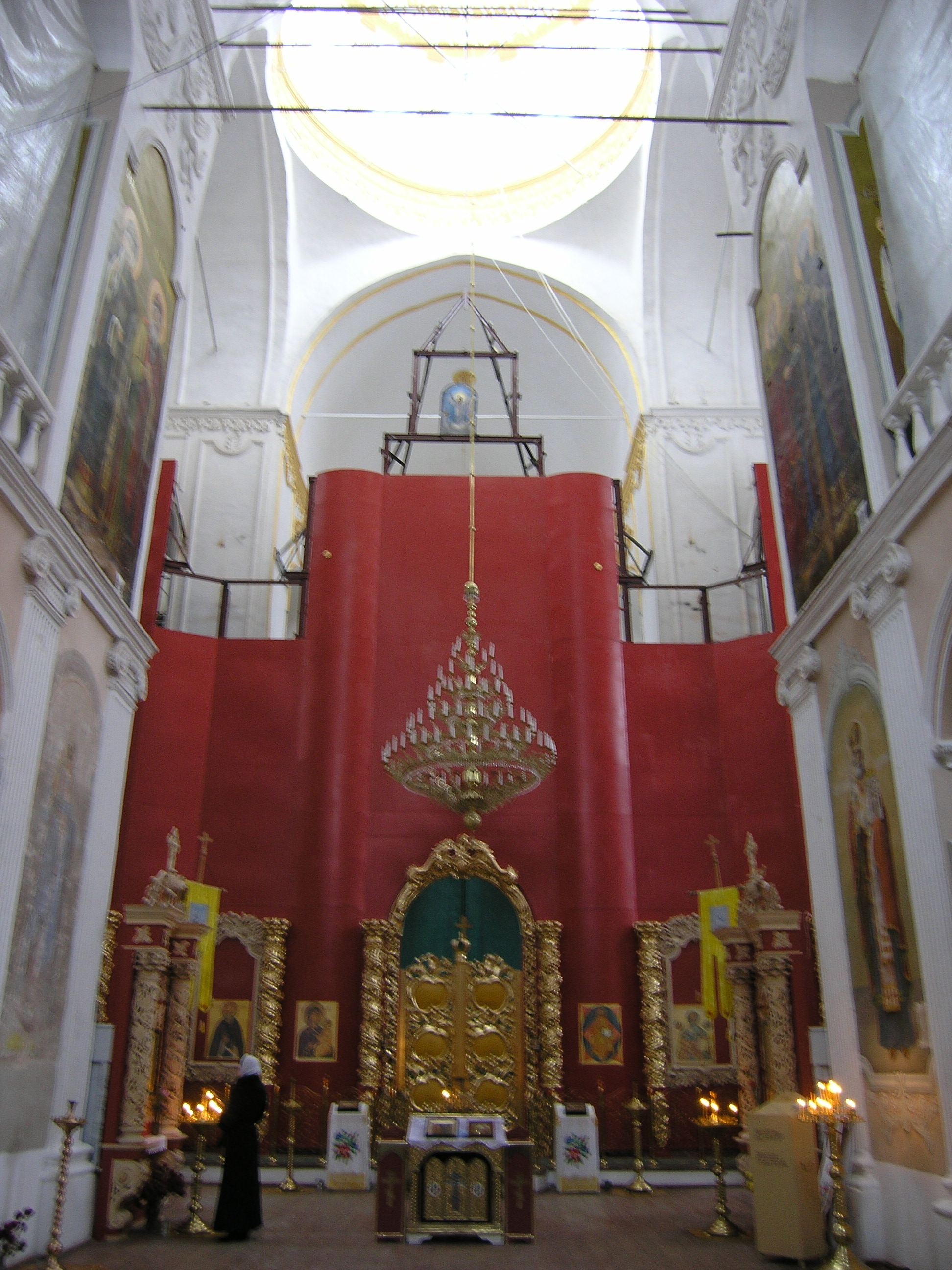
Ранее до самого верха возвышался иконостас, который уничтожили богоборцы